# سوزان نيستروم
سوزان نيستروم (بالسويدية: Susanne Nyström)‏ هي ممرضة سويدية، ولدت في 29 ديسمبر 1982 في Laisvall ‏ في السويد.

## وصلات خارجية
- سوزان نيستروم على موقع الاتحاد الدولي للتزلج (التزلج الريفي) (الإنجليزية)